# Карбівська сільська рада (Гайсинський район)
| Карбівська сільська рада — колишній орган місцевого самоврядування у Гайсинському районі Вінницької області з адміністративним центром у с. Карбівка. Сільській раді були підпорядковані населені пункти: - с. Карбівка - с. Заріччя - с. Кисляк |

## Склад ради
Рада складалася з 18 депутатів та голови.

## Керівний склад сільської ради
| ПІБ                          | Основні відомості                                                         | Дата обрання | Дата звільнення |
| ---------------------------- | ------------------------------------------------------------------------- | ------------ | --------------- |
| Мордюк Наталія Станіславівна | Сільський голова, 1975 року народження, освіта, позапартійна              | 26.03.2006   | 31.10.2010      |
| Мордюк Наталія Станіславівна | Сільський голова, 1975 року народження, освіта вища, член Партії регіонів | 31.10.2010   |                 |

Примітка: таблиця складена за даними джерела

## Історія
На 1 жовтня 1959 площа 3983 га, населення 3202 чоловік, 3 сільських населених пункта.